# لمسم کن (بدنتو می‌خوام)
«لمسم کن (بدنتو می‌خوام)» (به انگلیسی: Touch Me (I Want Your Body)) ترانه‌ای از سامانتا فاکس خوانندهٔ اهل بریتانیا است. این اولین تک‌آهنگ از اولین آلبوم استودیویی فاکس با نام  لمسم کن بود که در سال ۱۹۸۶ منتشر شد. «لمسم کن (بدنتو می‌خوام)» را مارک شریو، جان آستروپ و پت هریس نوشته‌اند که دو نفر آخر، تهیه‌کنندهٔ ترانه هم بوده‌اند.
علی‌رغم حمایت ناچیز از سوی رسانه‌های جریان اصلی موسیقی، اولین تک‌آهنگ فاکس (با وجود آواز متوسط) با تولید و تنظیم محکمی که داشت، هم در اروپا و هم در ایالات متحدهٔ آمریکا با استقبال روبه‌رو شد. «لمسم کن (بدنتو می‌خوام)» در ایالات متحده ۲۳ هفته در فهرست ۱۰۰ آهنگ داغ بیلبورد حضور داشت و بالاترین جایگاهی که به آن رسید رتبهٔ چهارم آن جدول بود که در ۱۴ فوریهٔ ۱۹۸۷ ثبت شد. در زادگاه فاکس، این اثر ۱۰ هفته جزو پرفروش‌ترین ترانه‌های روز بود و رتبهٔ سوم بالاترین جایگاهش در جدول تک‌آهنگ‌های بریتانیا بود.

## نظر منتقدان
به نوشتهٔ جانی لافتس در آل‌میوزیک فاکس در «لمسم کن (بدنتو می‌خوام)» بهترین چیزی که می‌توانست را به نمایش گذاشت و این اثر نشان‌دهندهٔ اشتیاق او برای تبدیل شدن از یک مدل اغواگر به یک ستارهٔ پاپ بود. در آن سال‌ها سامانتا فاکس اغلب به عنوان یکی از زیباترین و سکسی‌ترین زنان جهان شناخته می‌شد. او بسیار تلاش می‌کرد که به عنوان یک موزیسن و نه یک مدل دیده شود و به‌گفتهٔ خودش در ابتدا، بسیاری از مردم باور نمی‌کردند که او در ضبط یک قطعهٔ موسیقی مشارکت داشته باشد. کمپانی طرف قرارداد فاکس به او پیشنهاد داده بود که ویدئوی «لمسم کن (بدنتو می‌خوام)» روی یک تخت‌خواب فیلم‌برداری شود اما فاکس بر مبنای ذهنیت خودش که اجرایی به سبک دبی هری را تصور کرده بود، ویدئو را در حال اجرا روی استیج ضبط کرد.

## جدول‌های فروش
| جدول (۱۹۸۶–۱۹۸۷)                                   | بالاترین جایگاه رتبه |
| -------------------------------------------------- | -------------------- |
| استرالیا (کِنت میوزیک ریپورت)                       | ۱                    |
| اتریش (او۳ تاپ ۴۰ اتریش)                           | ۲                    |
| بلژیک (اولتراتاپ ۵۰ فلاندرز)                       | ۸                    |
| کانادا (RPM)                                       | ۱                    |
| اروپا (۱۰۰ تک‌آهنگ داغ اروپایی)                     | ۱۱                   |
| فنلاند (جدول‌های رسمی فنلاند)                       | ۱                    |
| فرانسه (سندیکای ملی انتشارات صوتی‌تصویری)           | ۴                    |
| یونان                                              | ۱                    |
| ایرلند (جدول تک‌آهنگ‌های ایرلند)                     | ۳                    |
| ایتالیا (Musica e dischi)                          | ۳                    |
| ۱۰                                                 |                      |
| هلند (۱۰۰ تک‌آهنگ برتر هلند)                        | ۱۲                   |
| نیوزیلند (انجمن صنعت ضبط نیوزیلند)                 | ۵                    |
| نروژ (وی‌جی-لیستا)                                  | ۱                    |
| پرتغال                                             | ۱                    |
| آفریقای جنوبی (رادیو اسپرینگ‌باک)                   | ۲۴                   |
| اسپانیا (AFYVE)                                    | ۱۰                   |
| سوئد (فهرست برترین‌های سوئد)                        | ۱                    |
| سوئیس (شوایزر هیت‌پاراد)                            | ۱                    |
| جدول تک‌آهنگ‌های بریتانیا (occ)                      | ۳                    |
| بیلبورد هات ۱۰۰ ایالات متحده                       | ۴                    |
| ایالات متحدهٔ آمریکا (ترانه‌های دنس کلاب بیلبورد)    | ۳                    |
| ایالات متحدهٔ آمریکا فروش تک‌آهنگ‌های دنس (Billboard) | ۲۷                   |
| ایالات متحدهٔ آمریکا ۱۰۰ تای برتر کَش‌باکس            | ۷                    |
| آلمان غربی جی‌اف‌کی انترتینمنت چارتس                 | ۴                    |

| جدول (۱۹۸۶)                          | جایگاه |
| ------------------------------------ | ------ |
| استرالیا (کِنت میوزیک ریپورت)         | ۳      |
| او۳ تاپ ۴۰ اتریش                     | ۱۲     |
| اولتراتاپ بلژیک (فلاندرز)            | ۴۴     |
| اروپا (۱۰۰ تک‌آهنگ داغ اروپایی)       | ۳      |
| هلند (۴۰ آهنگ برتر هلند)             | ۹۸     |
| هلند (۱۰۰ تک‌آهنگ برتر هلند)          | ۶۴     |
| نیوزیلند (انجمن صنعت ضبط نیوزیلند)   | ۲۶     |
| سوئیس (جدول موسیقی سوئیس)            | ۲      |
| تک‌آهنگ‌های بریتانیا (آفیشال چارتس)    | ۴۵     |
| آلمان غربی (جی‌اف‌کی انترتینمنت چارتس) | ۷      |

| جدول (۱۹۸۷)                         | جایگاه |
| ----------------------------------- | ------ |
| تک‌آهنگ‌های برتر کانادا (مجلهٔ آرپی‌اِم) | ۳      |
| بیلبورد هات ۱۰۰ ایالات متحدهٔ آمریکا | ۴۴     |

## گواهی‌های فروش
| منطقه                                                              | گواهی  | واحد گواهی‌شده/فروش |
| ------------------------------------------------------------------ | ------ | ------------------ |
| کانادا (میوزیک کانادا)                                             | پلاتین | ۱۰۰٬۰۰۰^           |
| فرانسه (اس‌ان‌ئی‌پی)                                                  | نقره   | ۲۵۰٬۰۰۰*           |
| بریتانیا (بی‌پی‌آی)                                                  | نقره   | ۲۵۰٬۰۰۰            |
| * رقم فروش تنها بر پایهٔ گواهی‌ها. ^ رقم توزیع تنها بر پایهٔ گواهی‌ها. |        |                    |